# Júlio César (football, 1963)
Pour les articles homonymes, voir Júlio César, César et Silva.
Júlio César da Silva, plus connu sous le nom de Júlio César, est un footballeur brésilien né le 8 mars 1963 à Bauru (São Paulo). Il occupe le poste de défenseur central dans de nombreux clubs au Brésil et en Europe. 
Défenseur intraitable, doté d’un très bon jeu de tête, il est sélectionné dans l’équipe du Brésil et participe à la Coupe du monde 1986.
À noter que plusieurs autres joueurs professionnels brésiliens ayant fait carrière en Europe sont connus sous le nom de Julio César : Júlio César Santos Correa, né en 1978, Júlio César Soares Espíndola, né en 1979, ou encore Júlio César Baptista, né en 1981.

## Biographie

### En club
Après avoir débuté au Guarani FC, Julio César effectue plusieurs saisons en France après s’être fait connaître lors de la Coupe du monde 1986. 
Il reste une saison à Brest, puis effectue 3 saisons à Montpellier avant de connaître le haut niveau européen avec la Juventus de Turin et le Borussia Dortmund.
Surnommé l'Imperatore en Italie, il remporte notamment la Ligue des champions et la Coupe intercontinentale avec le Borussia Dortmund en 1997.

### En équipe nationale
Il joue avec l’équipe du Brésil lors de la Coupe du monde 1986, avec laquelle il est éliminé par l’équipe de France en quart de finale.
Au total, il joue 13 matchs avec l'équipe du Brésil entre 1986 et 1993.

## Carrière
- 1979-1986 :  Guarani FC
- 1986-1987 :  Brest Armorique FC
- 1987-1990 :  Montpellier HSC
- 1990-1994 :  Juventus
- 1994-1998 :  Borussia Dortmund
- 1998- 11/1998 :  Botafogo FR (prêt)
- 11/1998- 02/1999 :  Borussia Dortmund
- 02/1999- 08/1999 :  Panathinaïkos (prêt)
- 1999-2000 :  Werder Brême
- 2001 :  Rio Branco EC[2]

## Palmarès
- Vainqueur de la Coupe de France en 1990 avec le Montpellier HSC
- Vainqueur de la Coupe de l'UEFA en 1993 avec la Juventus de Turin
- Champion d'Allemagne en 1995 et 1996 avec le Borussia Dortmund
- Vainqueur de la Ligue des Champions en 1997 avec le Borussia Dortmund
- Vainqueur de la Coupe intercontinentale en 1997 avec le Borussia Dortmund
- Vainqueur de la Supercoupe d'Allemagne en 1997 avec le Borussia Dortmund